# Rossie (Iowa)
Rossie – miasto w Stanach Zjednoczonych, w stanie Iowa, w hrabstwie Clay. W 2000 liczyło 58 mieszkańców.